# Jorge Paulo Lemann
Jorge Paulo Lemann (Rio de Janeiro, 26 agosto 1939) è un imprenditore, banchiere ed ex tennista brasiliano con cittadinanza svizzera, miliardario classificato nel 2021 la 65ma persona più ricca del mondo dal Bloomberg Billionaires Index, con un patrimonio netto stimato di 26,2 miliardi di dollari..

## Biografia
Lemann nacque a Rio de Janeiro nel 1939 da Paul Lemann, un immigrato svizzero che fondò la latteria Leco e Anna Yvette Truebner, una brasiliana di origine svizzera. Lemann frequentò la Scuola Americana di Rio de Janeiro e ha acquisito la nazionalità brasiliana, insieme a quella svizzera, ereditata dai suoi genitori.
Suo padre morì in un incidente d'autobus nel 1953, quando Lemann aveva 14 anni.
Nel 1961, ha conseguito una laurea in economia presso l'Università di Harvard. Lemann ha raccontato che non gli piaceva il tempo trascorso ad Harvard, affermando che "il mio primo anno ad Harvard è stato orribile. Avevo solo 17 anni e mi mancava molto la spiaggia e il sole. Boston era troppo fredda per me. Era la mia prima volta negli Stati Uniti e non ero abituato a studiare o a scrivere; dobbiamo scrivere molto ad Harvard. I miei voti erano i peggiori possibili".  Dopo aver fatto esplodere i fuochi d'artificio l'ultimo giorno del suo anno da matricola, fu rimproverato e pensò di abbandonare, ma alla fine decise di rimanere.. 
Lemann ha sempre voluto diventare un inventore. Da bambino ammirava Thomas Edison. Costruì macchine diverse, ma di solito non funzionavano. Lemann era anche un appassionato dilettante di tennis. Ha vinto il campionato nazionale brasiliano di tennis cinque volte. Ha partecipato alla Coppa Davis due volte, una volta come parte della squadra svizzera di Coppa Davis e una volta per conto della squadra brasiliana, e ha anche giocato a Wimbledon nel 1962.

### Attività imprenditoriale
Dopo la laurea lavorò per due anni a Ginevra per Credit Suisse.
Nel 1971 fondò insieme a Marcel Herrmann Telles e Carlos Alberto Sicupira la società di investment banking Banco Garantia. Negli anni seguenti questa società divenne particolarmente prestigiosa venendo presto soprannominata "Goldman Sachs brasiliana".
Dopo aver venduto la Garantia ha fondato una nuova compagnia di private equity chiamandola GP Investimentos con il quale ha preso il controllo delle due più importanti aziende di birra del Brasile: la Brahma e la Antarctica, fondendole nel 1999 e chiamando la nuova entità AmBev. La società è il più grosso produttore di birra del Sud America.
Nel 2004 ha portato a termine la fusione tra la AmBev e la belga Interbrew, dando vita alla InBev. A sua volta la InBev nel 2008 ha acquistato la Anheuser-Busch in un'operazione di 46 miliardi di dollari, dando origine alla Anheuser-Busch InBev; il più grosso produttore di birra del mondo.
Nel 2004 ha fondato la 3G Capital, con cui nel 2010 ha preso il controllo di Burger King (precedentemente era stato anche socio minoritario di Wendy's) in un'operazione da 4 miliardi di dollari.
Nel 2013, sempre tramite la 3G Capital in collaborazione con la Berkshire Hathaway di Warren Buffett, ha preso il controllo della H. J. Heinz Company per 28 miliardi.
Attualmente è dirigente del colosso mondiale AB InBev ed è manager, oltre che socio, anche della catena di supermercati Lojas Americanas. In passato è stato dirigente anche della Gillette, Credit Suisse e della DaimlerChrysler.

### Attività tennistica
Durante gli anni universitari e in quelli immediatamente successivi Lemann intraprese la carriera di tennista, non riuscendo tuttavia a cogliere risultati di rilievo.
Partecipò al Torneo di Wimbledon 1962 nel singolare maschile, perdendo al primo turno contro l'americano Donald Dell. Lo stesso anno fu convocato anche per la nazionale svizzera di Coppa Davis nell'incontro contro il Sudafrica, la squadra elvetica perse tutte le quattro partite disputate e Lemann perse 3-6, 7-5, 6-3, 5-7, 1-6 contro Gordon Forbes e 9-11, 2-6, 4-6 contro Cliff Drysdale.
Fu convocato per la seconda e ultima volta in Coppa Davis nel 1973, stavolta con la nazionale brasiliana per l'incontro contro l'Argentina. Anche in questo caso perse entrambi i match (2-6, 3-6, 6-1, 2-6 contro Guillermo Vilas e 8-10, 5-7, 4-6 contro Julian Ganzabal) e il team verdeoro venne sconfitto per 4-1

## Vita privata
È stato sposato una prima volta con Maria Quental, dalla quale ha avuto tre figli; dopo il divorzio, nel 1986, si è risposato nel 2005 con Susanna Mally da cui ha avuto altri tre figli.  Vive tra Rapperswil (in Svizzera, dove risiede la sua famiglia), San Paolo e Saint Louis.